# 交通規制区域 (イタリア)
Zona a traffico limitato（ZTL）は、主にイタリアにおける交通規制区域の名称。
排気ガスの抑制などを目的として交通量を制限するために、街の中心である歴史的地区などへの外部の車両の入場を制限する規制である。
事前に許可を得た車両以外は規制区域内に侵入することはできない。
入口はカメラで監視され、知らずに進入すると後日罰金の請求が届く。
これはレンタカーで侵入した外国人も同じで、レンタカー会社を経由して日本にも請求書が届いた例は多い。
レンタカーで訪れる場合は、ZTLの外の駐車場に車を停めて、徒歩または公共交通機関で街の中心部に向かうのが一般的である。
また、宿泊する場合はホテルに依頼して事前に許可を取ることもできるが、ZTLの外に宿泊する方が無難である。
イタリアでは多くの都市にZTLが設定されており、レンタカーを借りる際などには地図が貰えるが、Webでの情報公開が不十分で、日本から事前に調べることは難しい。駐日イタリア大使館に質問しても「頻繁に変わるので提供できない」という回答しかない。
イタリア語のみだが、AndroidやiOSのアプリがあるので、それを活用するのが有効である。